# Nagykőrös
De stad Nagykőrös ligt in Hongarije, in het Pest-comitaat, halverwege de steden Cegléd, 16 km noordelijk en Kecskemét, 16 km zuidelijk gelegen.
Het had in 2021 ruim 23.000 inwoners en is een klein regionaal centrum met voorzieningen als een ziekenhuis en een hogeschool (gereformeerde pabo).
In het centrum - tevens centrum van fruitteelt - aan het Szabadság tér, staat het barokke raadhuis met een tweetal kerken waarvan één een houten toren bezit. Het in classicistische stijl gebouwde Arany János-museum herinnert aan de grote Hongaarse dichter, die in deze stad op school ging.
Ten zuiden van de stad is een nieuwe snelweg in aanbouw, de M44 die de verbinding gaat vormen tussen de M5 (Hongarije) richting Boedapest en het bestaande deel van de M44 in de richting van de steden Békéscsaba en Gyula.
Haaksbergen is de Nederlandse partnerstad.

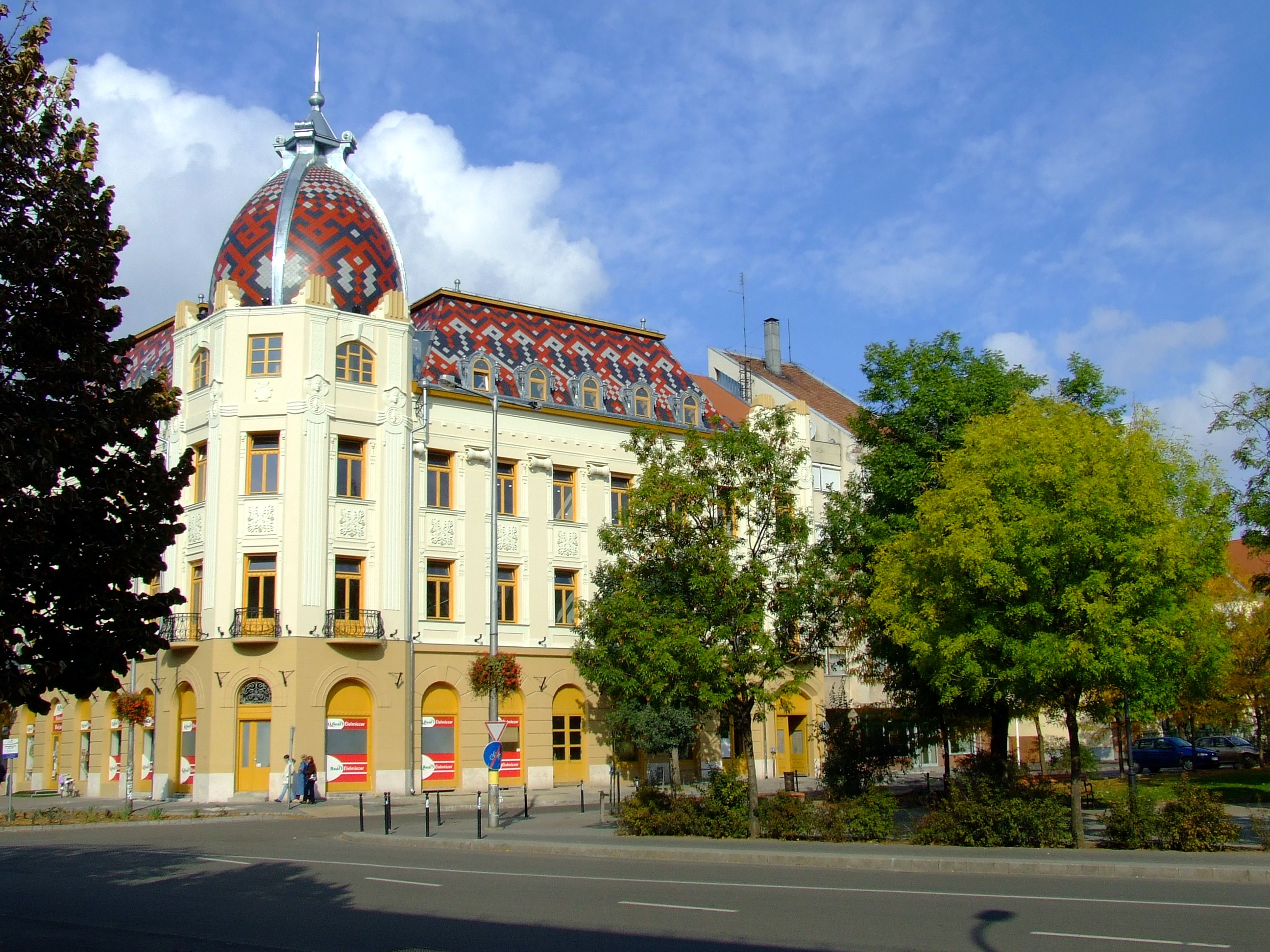
Postapalóta aan het Szabadságtér

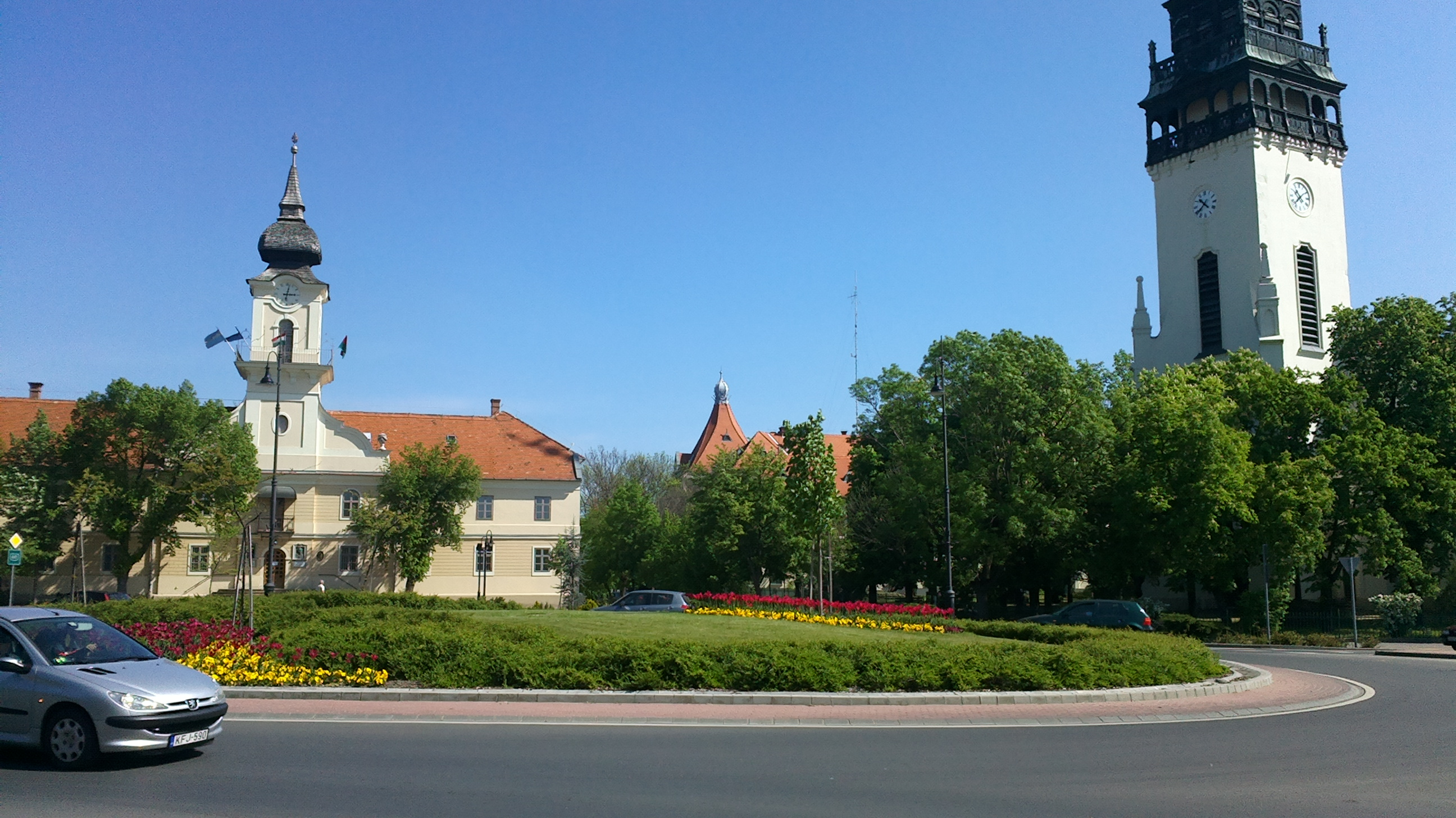
Stadhuis en gereformeerde kerk

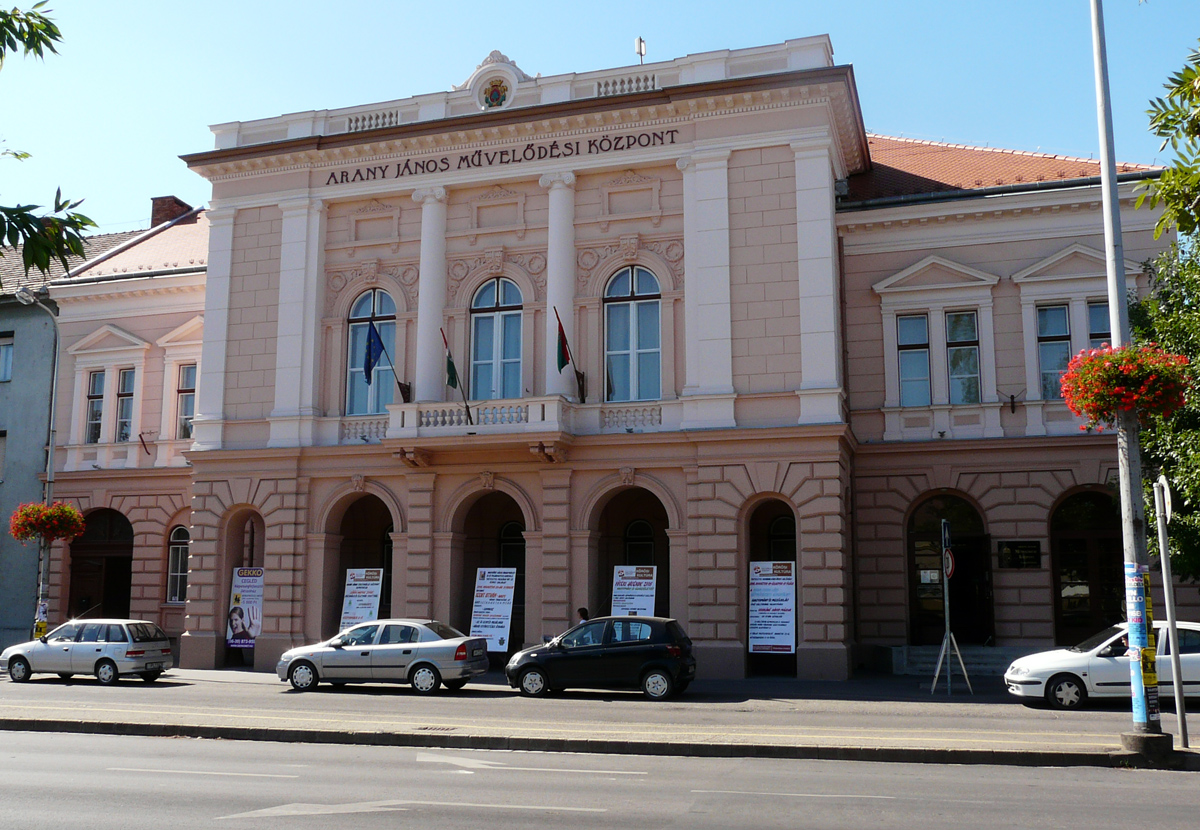
cultuurcentrum in het hart van de stad

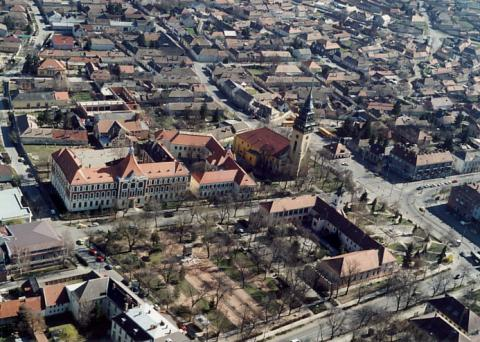
Luchtfotos van het stadscentrum (Hoofdplein)